# Baloun
Baloun je známá literární postava z románu Jaroslava Haška: Osudy dobrého vojáka Švejka za světové války. 

## Charakteristika
Baloun byl prostý voják 91. pěšího pluku, v civilu mlynář a hospodář z českého venkova, který u nadporučíka Lukáše vystřídá Švejka ve funkci vojenského důstojnického sluhy neboli pucfleka. Postava Balouna je v tomto románu vylíčena jakožto prototyp nenasytného člověka, který má potřebu neustále jíst a sní každé jídlo – „sežere“ všechno, na co kde přijde (tedy nenasytný jedlík a žrout – nenasyta). Tato postava v Haškově románu vlastně symbolizuje jakousi zvláštní vzpomínku či připomínku dob předválečného klidu, míru, hmotného dostatku a celkové pohody.

## Ve filmu
V českém filmu Poslušně hlásím z roku 1957 tuto postavu ztvárnil herec Milan Neděla.

## Ohlas
Touto postavou se inspirovali Miloslav Šimek a Jiří Grossmann pro figurku poživačného „strýčka Balouna“ v několika svých humorných povídkách. [zdroj?]